# Athos Tanzini
Athos Tanzini (* 30. Januar 1913 in Livorno; † 28. September 2008 in Malindi, Kenia) war ein italienischer Säbelfechter.

## Erfolge
Athos Tanzini nahm 1936 an den Olympischen Spielen in Berlin teil, bei denen er mit der italienischen Equipe die Finalrunde erreichte. In dieser musste er sich mit der Mannschaft lediglich Ungarn geschlagen geben und gewann so gemeinsam mit Giulio Gaudini, Gustavo Marzi, Aldo Masciotta, Aldo Montano und Vincenzo Pinton die Silbermedaille. Bereits kurz nach den Spielen beendete er seine Fechtkarriere.